# ペドロ・コロストーラ
ペドロ・コロストーラ・ピカベア（Pedro Corostola Picabea, 1933年6月2日 - 2020年3月13日）は、スペインのチェロ奏者。
バスク地方ギプスコア県エレンテリア生まれ。サン・セバスティアンのサン・セバスティアン音楽院（現フランシスコ・エクスデロ音楽院』に進学して、エリアス・アリズキュレンにチェロ、アントニオ・コルテスにオーボエを師事した。1953年にパリ音楽院に留学し、ポール・バズレールにチェロ、ピエール・バジューにオーボエ、ピエール・パスキエ、アンドレ・レヴィ、ガストン・プーレらに室内楽を学び、1956年にプルミエ・プリを得て卒業した。その後、キジアーナ音楽院でアンドレ・ナヴァラやガスパール・カサドらの薫陶を受けた。またパブロ・カザルスの指導も受け、1958年にはガスパール・カサド国際チェロ・コンクールで優勝を果たした。1960年から1965年までポルトガル国立交響楽団の首席チェロ奏者を務め、その後は母校のサン・セバスティアン音楽院の教授となり、マドリード音楽院でも教鞭を執るようになった。